# 银花藤山柳
银花藤山柳（学名：Clematoclethra loniceroides）是猕猴桃科藤山柳属的植物，为中国的特有植物。分布于中国大陆的四川等地，生长于海拔2,400米的地区，常生于山地灌丛中，目前尚未由人工引种栽培。